# Palacio del Aga Khan

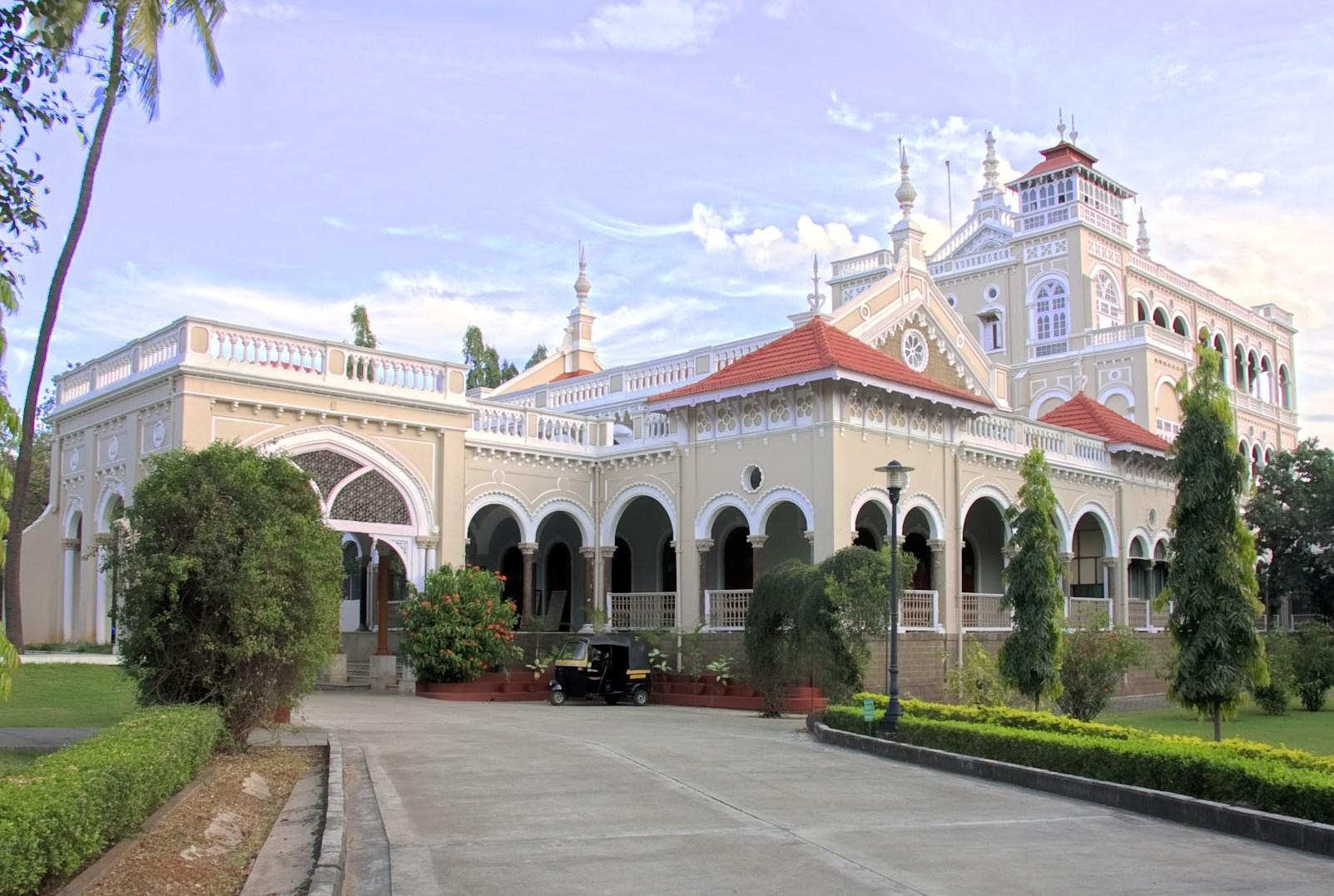
Palacio del Aga Khan, Pune.

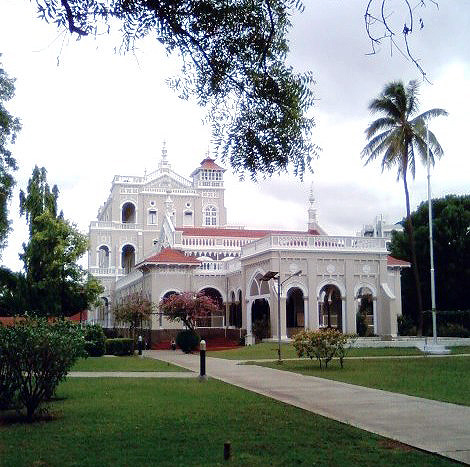
Entrada al Palacio del Aga Khan, Pune.

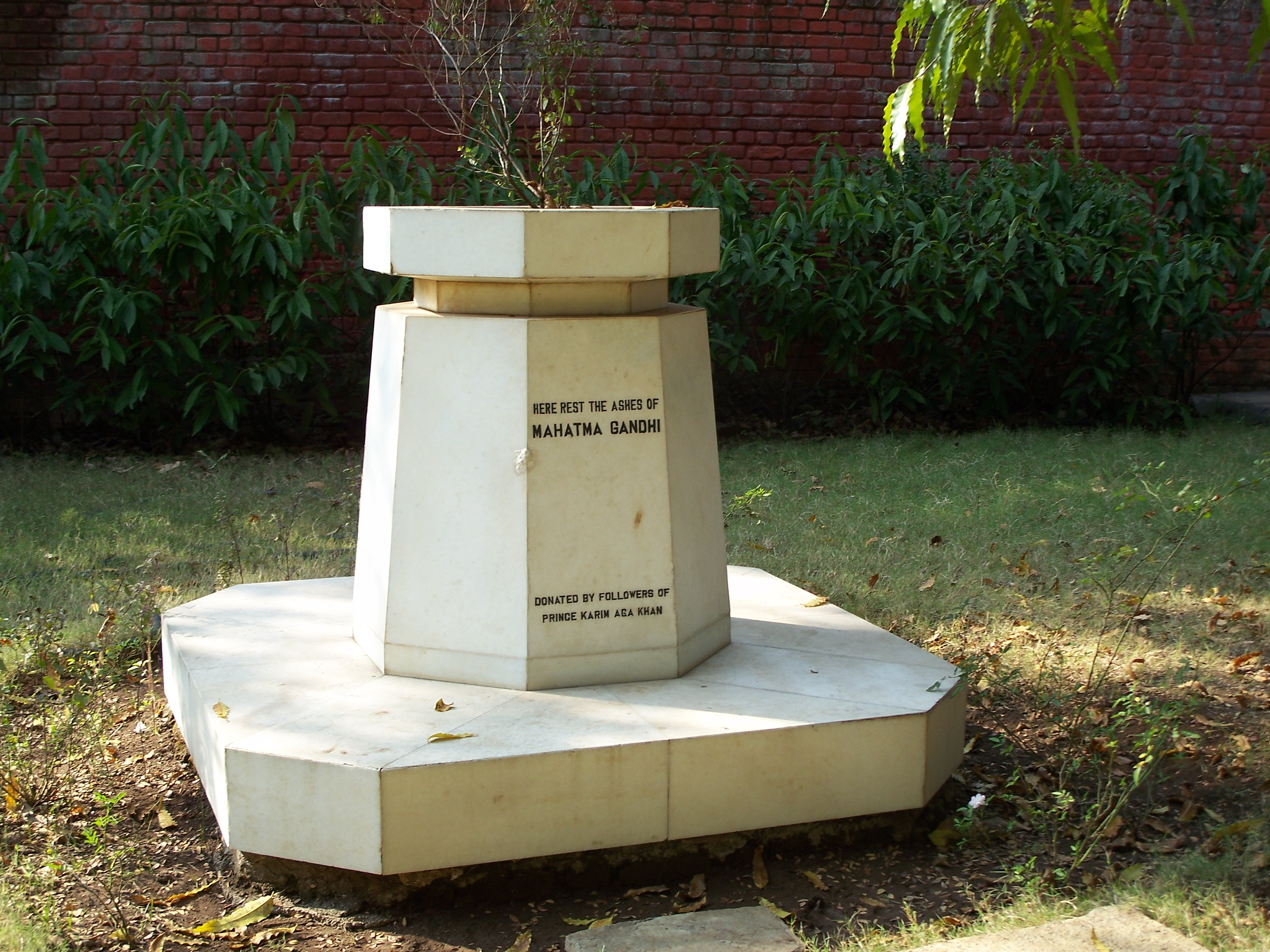
Las cenizas de Gandhi en el Palacio del Aga Khan, Pune.

El palacio del Aga Khan fue construido por el sultán Mahommed Shah, Aga Khan III, en el año 1892. Edificado en Yerwada, cerca de Pune, India, fue concebido para ser fuente de empleo para los empobrecidos aldeanos de los alrededores durante los años de hambruna. Aunque nunca fue la residencia oficial del Aga Khan, el palacio fue usado para diferentes actividades y visitado por múltiples miembros de la realeza.

## Historia
El palacio del Aga Khan se da a conocer internacionalmente el 9 de agosto de 1942, cuando Gandhi es trasladado a sus instalaciones, para ser mantenido en arresto domiciliario, después de ser hecho prisionero al lanzar la campaña Quit India. Junto a Gandhi, fueron arrestados su esposa Kasturba Gandhi y Mahadev Desai, su ayudante.
El palacio había sido cedido por el Aga Khan, al raj británico, para su uso en tiempos de guerra.
Mahadev Desai falleció unos días después, el 15 de agosto de 1942, mientras permanecía bajo detención, al igual que Kasturba quien muere el 22 de febrero de 1944. Gandhi finalmente es liberado el 6 de mayo de 1944.

## Donación
El príncipe Karim al-Hussayni, Aga Khan IV, donó el palacio del Aga Khan (también conocido como Monumento Nacional de Gandhi) al gobierno de la India el 22 de febrero de 1969, para el fondo Mahatma Gandhi Memorial.
El edificio está considerado monumento de importancia nacional (N-MH-M62).

## Museo
El palacio se ha convertido en un monumento a la memoria y filosofía de Gandhi, el museo en su interior tiene una rica colección de cuadros y fotografías de los incidentes importantes en su vida. También hay una gran variedad de sus artículos personales, incluyendo los utensilios, ropas, mala, zapatillas y una carta escrita por Gandhi en la muerte de su secretario, entre otras cosas.
El samadhi que contiene una parte de las cenizas de Gandhi, fue construido en los alrededores por el arquitecto Charles Correa. Los samadhis que contienen las cenizas de Kasturba Gandhi y Mahadev Desai, también se localizan en los jardines del palacio.
El complejo fue declarado monumento de importancia nacional por el gobierno de la India en 2003, y es administrado por la Supervisión Arqueológica de la India (ASI), por medio de la Gandhi National Memorial Society. La exposición se mantiene en el palacio de forma regular, para exhibir la vida y la carrera de Mahatma Gandhi.

## Curiosidades
Este palacio fue una de las locaciones de la película biográfica Gandhi de Richard Attenborough.